# Moukdavanyh Santiphone
Moukdavanyh Santiphone (thaï : ມຸກດາວັນ ສັນຕິພອນ (thai Isan / lao) ; thaï : มุกดาวัน สันติพอน) née le 6 juin 1997 au Laos dans la province de Savannakhet, est une chanteuse pop laotien,, de musique luk thung et Molam.

## Biographie

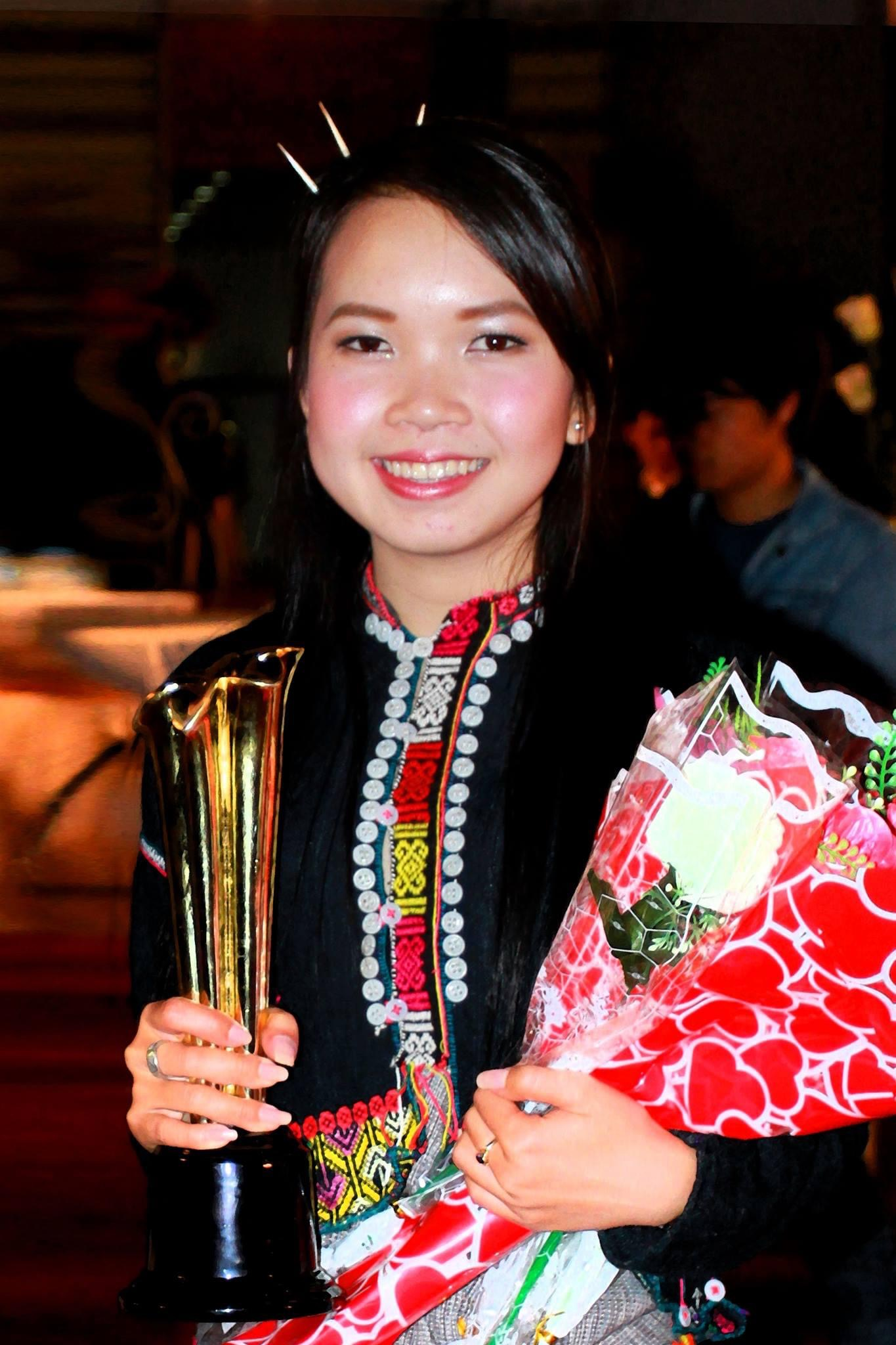
Moukdavanyh Santiphone en 2014

## Discographie

### Albums
- Sam La Plae Jai (ຊຳລະແຜໃຈ)
- Bao Tha Kaek Sao Sa Wan (ບ່າວທ່າແຂກ-ສາວສະຫວັນ)
- Mon Hak Bao Mueang Wang (ມົນຮັກບ່າວເມືອງວັງ)